# Horațiu Bădiță
Horațiu Nicusor Bădiță (8 agosto 1976 – 11 giugno 2014) è stato un nuotatore rumeno.
Ha fatto parte della Romania che ha partecipato ai Giochi di Atlanta 1996, gareggiando nella Staffetta 4 × 100 metri sl.
Era figlio del pallanuotista olimpico Alexandru Bădiță e fratello del nuotatore olimpico Cezar Bădiță.